# Hainaut Volley 2014-2015
Questa voce raccoglie le informazioni riguardanti l'Hainaut Volley nelle competizioni ufficiali della stagione 2014-2015.

## Organigramma societario
Area direttiva
- Presidente: Gérard Loisel, Bruno Guislain
- Vicepresidente: Thomas Jorieux, Paul Dupire, Marie Claude Marchand
- Segreteria generale: Jean Claude De Parmentier
- Consigliere: Marc Debreyne, Giullaume Capra, Renaud Soigneux, Laurence Morel, Jean-Noël Verfaillie, Rahal Morad

Area organizzativa
- Tesoriere: Michel Silvert
- Responsabile amministrativo: Vanessa Vincent
- Addetto agli arbitri: Jean Claude De Parmentier

Area tecnica
- Allenatore: Badis Oukarache
- Allenatore giovanili: Maximilien De Parmentier

Area comunicazione
- Responsabile comunicazione: Wafa Oukarache

Area sanitaria
- Preparatore atletico: Romain Duriez

## Rosa
| N° | Nome                | Ruolo | Data di nascita   | Nazionalità sportiva |
| -- | ------------------- | ----- | ----------------- | -------------------- |
| 1  | Ludmilla Lican      | S/O   | 5 febbraio 1990   | Francia              |
| 2  | Florie Demiautte    | L     | 19 aprile 1984    | Francia              |
| 5  | Chloé Bray          | P     | 24 ottobre 1996   | Francia              |
| 6  | Caroline Clément    | L     | 17 gennaio 1995   | Francia              |
| 7  | Ariana Williams     | C     | 29 settembre 1992 | Stati Uniti          |
| 8  | Gabriella Vico      | S     | 4 dicembre 1987   | Italia               |
| 9  | Emilija Milovanović | P     | 7 agosto 1989     | Serbia               |
| 11 | Salimata Camara     | S     | 28 agosto 1993    | Francia              |
| 12 | Ksenija Ivanović    | S     | 22 maggio 1986    | Montenegro           |
| 13 | Dana Knudsen        | C     | 25 aprile 1990    | Stati Uniti          |
| 14 | Jordanne Scott      | S     | 2 ottobre 1990    | Stati Uniti          |

## Mercato
| Acquisti | Acquisti            | Acquisti                  | Acquisti   |
| R.       | Nome                | da                        | Modalità   |
| -------- | ------------------- | ------------------------- | ---------- |
| P        | Chloé Bray          | Longueau Amiens Métropole | definitivo |
| S        | Salimata Camara     | Évreux                    | definitivo |
| L        | Caroline Clément    | Lille UC                  | definitivo |
| L        | Florie Demiautte    | Marcq-en-Barœul           | definitivo |
| S        | Ksenija Ivanović    | Wiesbaden                 | definitivo |
| C        | Dana Knudsen        | Murcia                    | definitivo |
| P        | Emilija Milovanović | Panathīnaïkos             | definitivo |
| S        | Jordanne Scott      | PTSV Aachen               | definitivo |
| S        | Gabriella Vico      | IHF                       | definitivo |
| C        | Ariana Williams     | Oregon                    | definitivo |

| Cessioni | Cessioni          | Cessioni            | Cessioni   |
| R.       | Nome              | a                   | Modalità   |
| -------- | ----------------- | ------------------- | ---------- |
| S/O      | Maja Burazer      | PTSV Aachen         | definitivo |
| C        | Ana Correa        | Dauphines Charleroi | definitivo |
| P        | Martina Jelínková | Suhl                | definitivo |
| P        | Alison Landwehr   | Kangasala           | definitivo |
| L        | Julie Lenglemez   | ?                   | definitivo |
| C        | Lydia Oulmou      | Venelles            | definitivo |
| S/O      | Nataša Ševarika   | Hapoël Kfar Saba    | definitivo |
| S        | Astrid Souply     | Saint-Raphaël       | definitivo |
| C        | Micheli Tomazela  | MTV Stoccarda       | definitivo |
| L        | Johanna Vieira    | ?                   | definitivo |